# Arthur Jacobson
Arthur Jacobson (* 23. Oktober 1901 in New York City, New York; † 6. Oktober 1993 in Woodland Hills, Los Angeles, Kalifornien) war ein US-amerikanischer Regieassistent, der bei der Oscarverleihung 1934 für den Oscar für die beste Regieassistenz nominiert war.

## Leben
Arthur Jacobson begann 1931 bei Honor Among Lovers seine Tätigkeit als Regieassistent in der Filmwirtschaft Hollywoods und war als solcher an der Erstellung von 40 Filmen und Fernsehserien beteiligt. Bei der Oscarverleihung 1934 gehörte er zu den Nominierten für den Oscar für die beste Regieassistenz.
Zu den bekanntesten Produktionen, an denen er als Regieassistent mitwirkte, gehören die Filme Die Waffenschmuggler von Kenia (1941), Eine neue Art von Liebe (1963), Notlandung im Weltraum (1964) und Camelot – Am Hofe König Arthurs (1967). Er arbeitete im Laufe seiner Karriere mit Filmregisseuren wie Henry Hathaway, Melville Shavelson, Byron Haskin und Joshua Logan.
Er selbst drehte als Regisseur lediglich einen Film, Home on the Range (1935).

## Filmografie (Auswahl)
- 1932: Die Frau im U-Boot (Devil and the Deep)
- 1934: Prinzessin für 30 Tage (Thirty-Day Princess)
- 1935: The Big Broadcast of 1936
- 1941: I Wanted Wings
- 1941: Die Waffenschmuggler von Kenia (Sundown)
- 1943: Crash Dive
- 1946: Centennial Summer
- 1949: Ich war eine männliche Kriegsbraut (I Was a Male War Bride)
- 1949: Mr. Belvedere kann alles besser (Mr. Belvedere Goes to College)
- 1963: Eine neue Art von Liebe (A New Kind of Love)
- 1961: General Pfeifendeckel (On the Double)
- 1963: Wer hat in meinem Bett geschlafen? (Who's Been Sleeping in My Bed?)
- 1964: Notlandung im Weltraum (Robinson Crusoe on Mars)
- 1965: Cowboy-Melodie (Tickle Me)
- 1967: Camelot – Am Hofe König Arthurs (Camelot)
- 1968: Alles was verboten ist (The Impossible Years)